# Tickets to My Downfall
Tickets to My Downfall é o quinto álbum de estúdio do artista americano Machine Gun Kelly, lançado em 25 de setembro de 2020 pela gravadora Bad Boy e Interscope Records. Um desvio de seu estabelecido som de rap, o álbum é mais voltado para o genêro pop punk.

## Antecedentes e gravação
Machine Gun Kelly, nascido Colson Baker, já tinha lançado quatro álbuns de estúdio na década de 2010. Enquanto seus primeiros quatro álbuns de estúdio foram no estilo hip hop/rap, no final da década, Baker começou a seguir uma direção mais para o genêro de rock. Em 2019, Baker apareceu no filme The Dirt, um filme biográfico sobre a banda Mötley Crüe onde ele interpretou o baterista Tommy Lee. No mesmo ano, Baker lançou seu quarto álbum de estúdio, Hotel Diablo, que conteve a faixa "I Think I'm Okay", uma colaboração musical com o genêro de rock com Yungblud e o baterista do Blink-182, Travis Barker. Foi lançado como single e se tornou muito popular, alcançando a oitava posição no Hot Rock Songs da Billboard  no final do ano e acabou ganhando o certificado de platina nos Estados Unidos.
Baker, desejando explorar mais o genêro, reservou um dia no estúdio de gravação para trabalhar com Barker, para gravar o que se tornaria a música "Bloody Valentine". A sessão foi tão poderosa para Baker que ele pediu a Barker que reservasse dois meses para eles colaborarem em um álbum de estúdio inteiro, ao qual Barker aceitou. Durante grande parte do resto do ano, Baker referia-se a trabalhar no álbum informalmente conhecido como "o projeto pop punk sem título". Junto com Baker nos vocais e guitarra, o álbum inteiro conta com Barker na bateria e como produtor. Outras colaborações no estúdio incluem Bert McCracken da banda The Used, Blackbear na música "My Ex's Best Friend", Goody Grace, Mod Sun, Trippie Redd, Young Thug, e outra colaboração com Yungblud. Baker mais tarde revelou que as colaborações com McCracken e Yungblud foram deixadas de fora do álbum, para serem lançadas em um projeto separado. Baker também disse que o álbum originalmente concluíria com uma faixa intitulada "Times of My Life", mas que ele não conseguiu autorização para lançar a música por causa de Tom Petty, que sentiu que o refrão era muito semelhante a uma música de Petty.

## Temas e composição
Ao contrário do estilo hip-hop dos primeiros quatro álbuns de estúdio de Baker, Tickets to My Downfall foi projetado por Baker para ser um álbum pop punk. Baker criou um som com mais instrumentos ao vivo e com mais guitarra na esperança de inspirar uma geração mais jovem a aprender a tocar guitarra. Ele desejava usar esse som para atingir um público maior também, e teve sucesso, com Baker observando que seu próprio pai gostou de sua música pela primeira vez em sua carreira. As faixas "Bloody Valentine" e "Concert for Aliens" foram ambas descritas como "pop punk", enquanto "My Ex's Best Friend" foi descrita como tendo uma visão mais moderna do gênero, não tendo "a mesma vibe 'clássica' de pop punk". O atraso do álbum para setembro de 2020 foi algo que Baker sentiu que funcionou no final, já que ele notou que o álbum tinha uma vibe mais verão e que ele sentiu que as pessoas poderiam apreciar e também superar a quarentena do COVID-19.
Baker usou uma metáfora relacionada a um Dirigível da Goodyear para explicar o significado do título do álbum: afirmando:
 Assim que aquele dirigível da Goodyear pegar fogo, ou aquela coisa começar a cair do céu, garanto que todos os olhos vão olhar para cima; todos os telefones irão capturar esse momento; todo mundo vai falar sobre isso, certo? ‘O Dirigível da Goodyear caiu do céu.’ Mas as manchetes não dizem quando você acorda em uma quarta-feira, e que o dirigível Goodyear está flutuando, normalmente? Não. E isso é meio triste: o que leva você a se quebrar e queimar para fazer as pessoas prestarem atenção em você novamente. Tickets To My Downfall não poderia ter sido meu álbum de estréia porque... Eu tive que chegar a uma certa altura para então cair e cair, e as pessoas estão cientes dessa altura que estou, e elas não querem me ver subir mais; elas querem ver cair e quebrar. Deve ter havido uma jornada para as pessoas se preocuparem e ainda estarem sintonizadas, para então verem ser destruídas.

## Lançamento e promoção
O álbum deveria ser lançado originalmente no início de 2020, após as repetidas prévias de Baker no final de 2019 e início de 2020 A Pandemia de COVID-19 atrasou os planos de lançamento do álbum. Baker usou seu tempo em lockdown para gravar uma série de performances ao vivo, intitulada "LockdownSessions", incluindo um cover de "Misery Business" da banda Paramore, algo que chamou a atenção de publicações devido à denúncia da própria Hayley Williams sobre as letras da música no início do ano. Baker também lançou uma versão cover de "Love on the Brain" da Rihanna a pedido de Marilyn Manson. Ambas as canções se tornaram faixas bônus para uma edição especial do álbum da loja Target.
O primeiro single formal do álbum, "Bloody Valentine" foi lançado em 1 de maio de 2020. No início de agosto, a música tinha mais de 30 milhões de visualizações no YouTube. Na época do lançamento, Baker anunciou que o álbum havia sido adiado para o verão de 2020. Um segundo single, "Concert for Aliens", foi lançado em uma transmissão nacional no programa de televisão Good Morning America, e posteriormente lançado em 5 de agosto de 2020. Um videoclipe foi lançado uma semana depois, envolvendo uma banda se apresentando para uma grande multidão de alienígenas. Um terceiro single, "My Ex's Best Friend" com Blackbear, foi lançado em 7 de agosto de 2020, e alcançou a 68ª posição da Hot 100 da Billboard dos EUA.
O álbum está programado para ser lançado em 25 de setembro de 2020. Em 7 de setembro, a tracklist do álbum e a arte da capa foram lançadas. No entanto, no final do dia, foi descoberto que a capa do álbum - um esboço de um homem caindo - sem o conhecimento de Baker, foi modelada a partir de uma fotografia que eles não tinham os direitos legais de usar, fazendo com que Baker se desculpasse e anunciasse que uma nova capa do álbum seria criada. Mais tarde, ele observou que assinou milhares de cópias do álbum com a capa desatualizada do álbum. Mais tarde, ele observou que assinou milhares de cópias do álbum com a capa desatualizada do álbum. Uma transmissão ao vivo de uma apresentação ao vivo de todo o álbum está programada para acontecer em 1º de outubro de 2020.

## Recepção crítica
Wall of Sound elogiou o álbum, citando a bateria, produção de Barker e concluindo que "O que falta ao álbum é substância lírica, porém, é compensado pela abundância de melodias pop contagiantes e refrões de rock cativantes."

## Lista de faixas
Por comunicado de imprensa. Os títulos das faixas são estilizados em letras minúsculas, com exceção de "WWIII".
| Edição Padrão  |                                            |                                                  |                |         |  |
| N.º            | Título                                     | Compositor(es)                                   | Produtor(es)   | Duração |  |
| 1.             | "Title Track"                              |                                                  |                | 2:45    |  |
| 2.             | "Kiss Kiss"                                |                                                  |                | 2:18    |  |
| 3.             | "Drunk Face"                               |                                                  |                | 2:23    |  |
| 4.             | "Bloody Valentine"                         | Nicholas Long Colson Baker Mod Sun Travis Barker | Barker         | 3:25    |  |
| 5.             | "Forget Me Too" (participação de Halsey)   |                                                  |                | 2:51    |  |
| 6.             | "All I Know" (part. de Trippie Redd)       |                                                  |                | 2:09    |  |
| 7.             | "Lonely"                                   |                                                  |                | 3:10    |  |
| 8.             | "WWIII"                                    |                                                  |                | 0:59    |  |
| 9.             | "Kevin and Barracuda" (Interlude)          |                                                  |                | 1:23    |  |
| 10.            | "Concert for Aliens"                       | Long Baker Barker                                | Barker         | 2:40    |  |
| 11.            | "My Ex's Best Friend" (part. de Blackbear) | Baker Barker Matthew Musto Long                  | Barker         | 2:18    |  |
| 12.            | "Jawbreaker"                               |                                                  |                | 1:57    |  |
| 13.            | "Nothing Inside" (part. de Iann Dior)      |                                                  |                | 2:52    |  |
| 14.            | "Banyan Tree" (Interlude)                  |                                                  |                | 1:31    |  |
| 15.            | "Play This When I'm Gone"                  |                                                  |                | 3:22    |  |
| Duração total: | Duração total:                             | Duração total:                                   | Duração total: | 36:00   |  |

| Faixas bônus da edição da Target |                                         |                                    |         |  |
| N.º                              | Título                                  | Compositor(es)                     | Duração |  |
| 16.                              | "Misery Business" (cover de Paramore)   | Hayley Williams Josh Farro         |         |  |
| 17.                              | "Roll the Windows Up"                   |                                    |         |  |
| 18.                              | "In These Walls (My House)" (com PVRIS) |                                    |         |  |
| 19.                              | "Love on the Brain" (cover de Rihanna)  | Fred Ball Joseph Angel Robyn Fenty |         |  |

## Créditos
- Machine Gun Kelly – vocal, guitarra
- Travis Barker – bateria, produção

Convidados
- Blackbear – vocais em "My Ex's Best Friend"
- Trippie Redd – vocais em “All I Know”
- Halsey – vocais em "Forget Me Too"
- Iann Dior - vocais em "Nothing Inside"
- Megan Fox - conversando em “Banyan Tree (Interlude)”